# Chi Biến hướng
Chi Biến hướng, tên khoa học Campylotropis, là một chi thực vật có hoa thuộc họ Fabaceae. Nó thuộc phân họ Faboideae. Chi này gồm một số loài bản địa của Nepal, Trung Quốc, Hàn Quốc và Đài Loan.

## Hình ảnh

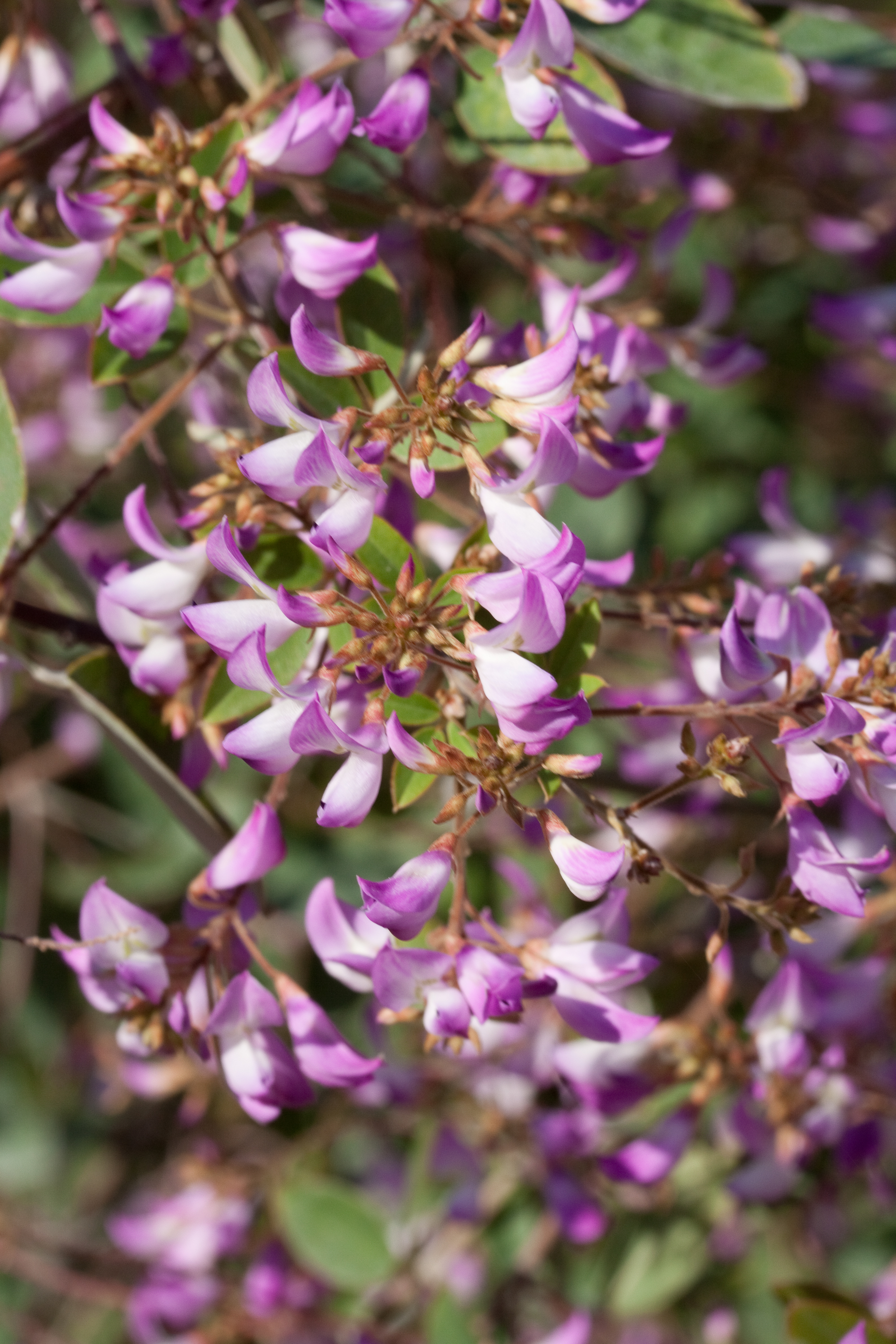
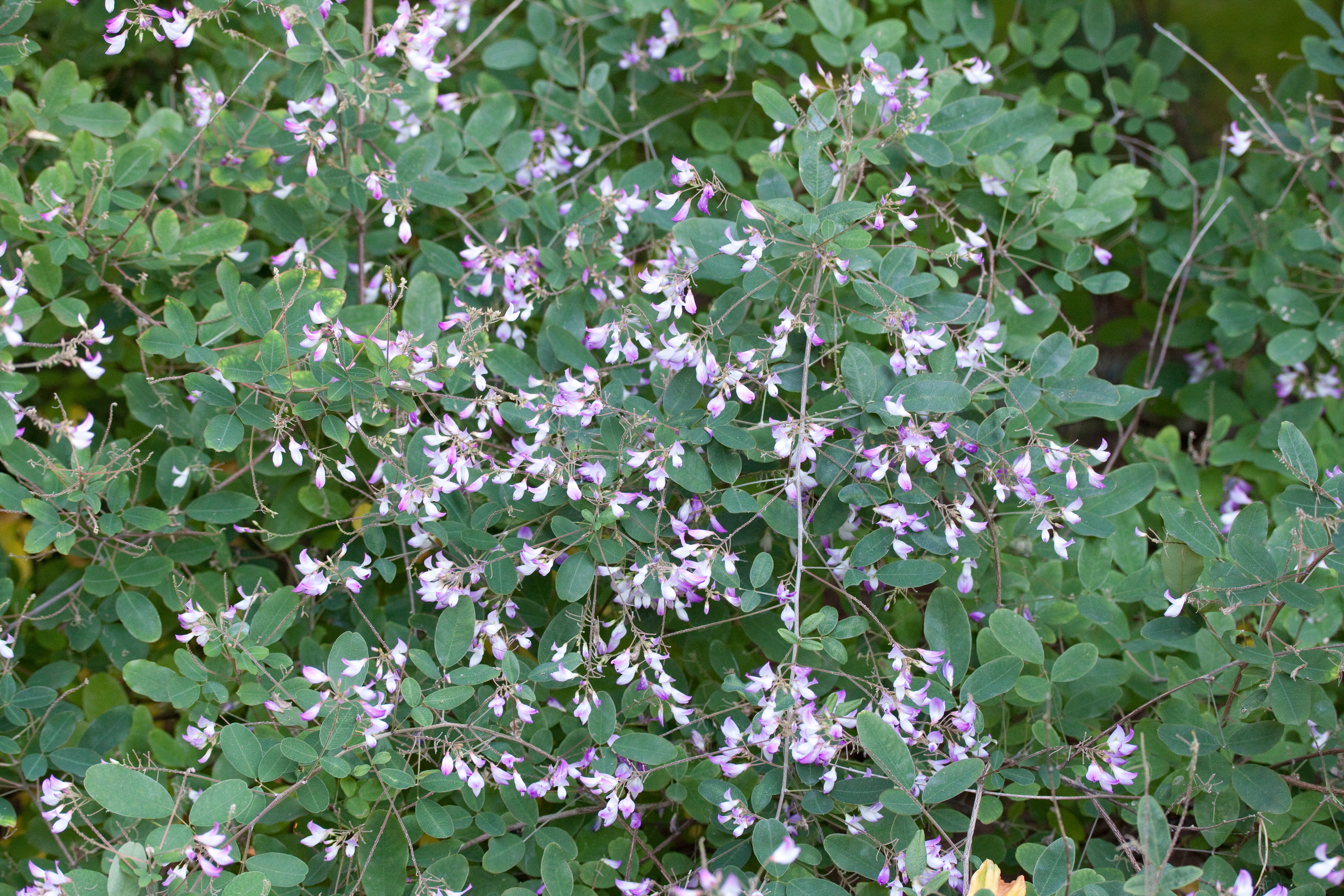
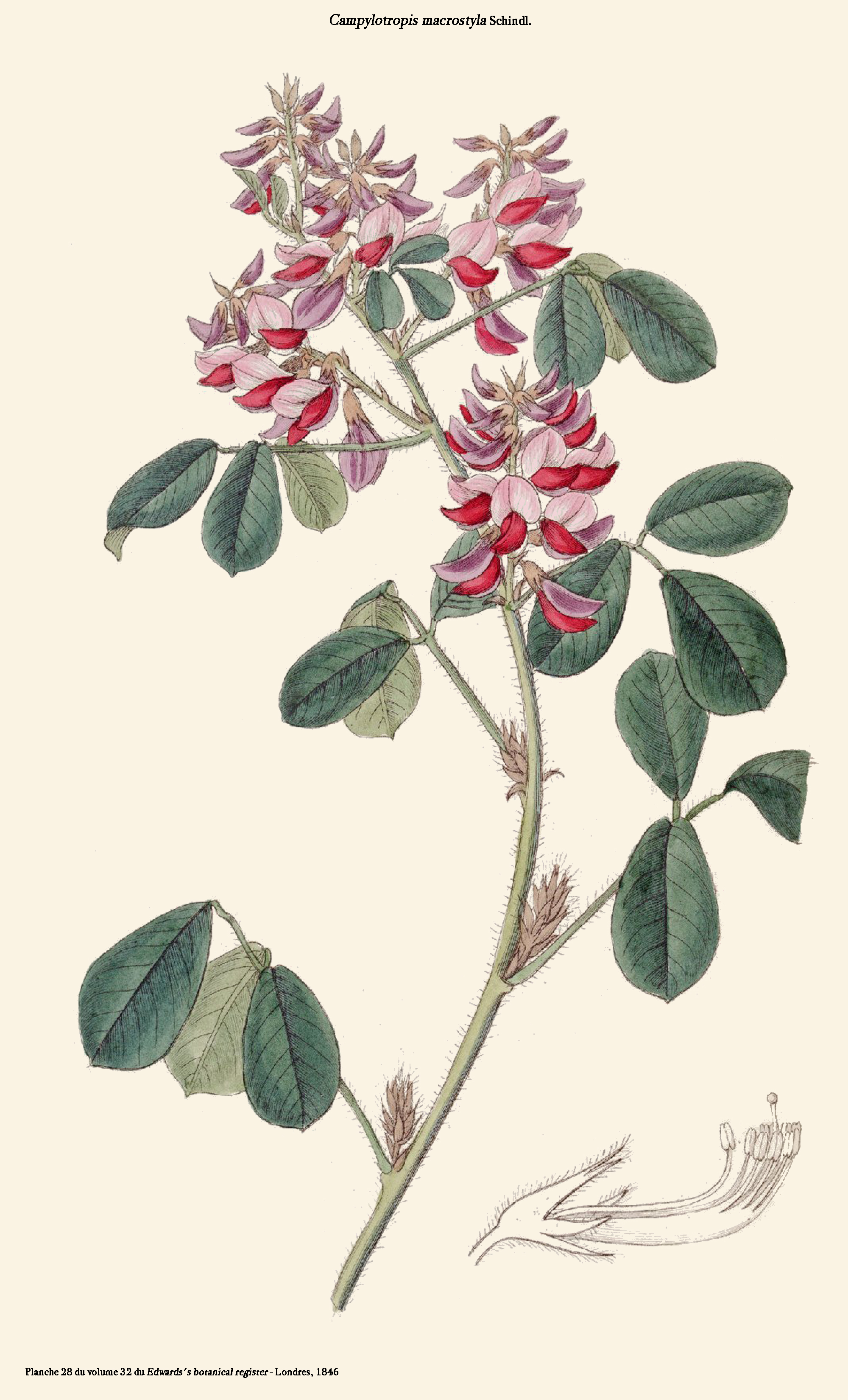
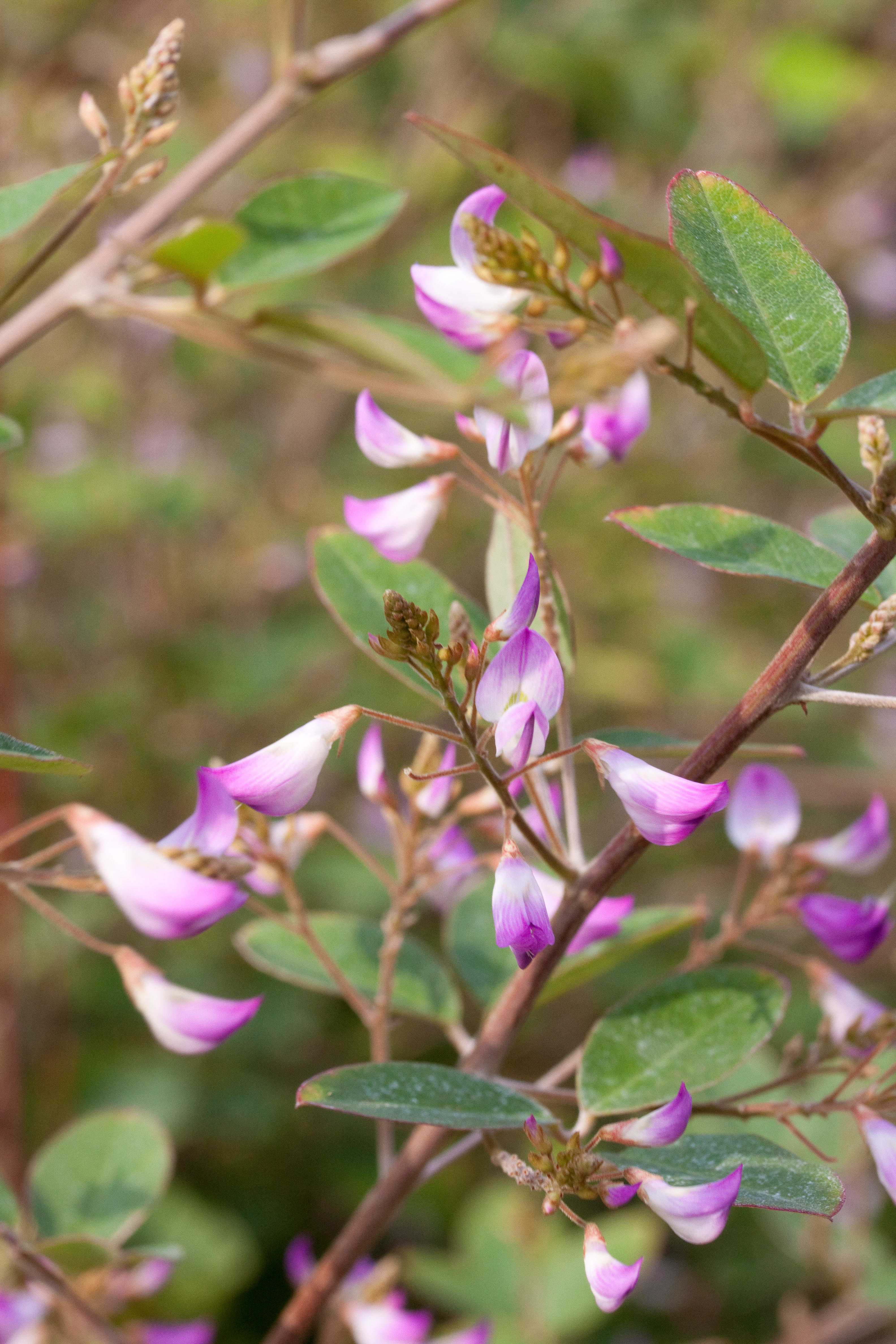

## Các loài
- Campylotropsi chinensis
- Campylotropis diversifolia
- Campylotropis drummondii
- Campylotropis eriocarpa
- Campylotropis esquirolii
- Campylotropis gracilis
- Campylotropis hersii
- Campylotropis latifolia
- Campylotropis meebildii
- Campylotropis muehleana
- Campylotropis parviflora
- Campylotropis polyantha
- Campylotropis prainii
- Campylotropis sargentiana
- Campylotropis stenocarpa
- Campylotropis trigonoclada
- Campylotropis wilsonii
- Campylotropis yunnanensis